# لیکن ...
لیکن (به هندی: Lekin...) یا اما فیلمی محصول سال ۱۹۹۱ و به کارگردانی گلزار است. در این فیلم بازیگرانی همچون وینود کانا، دیمپل کاپادیا، هما مالینی، امجد خان، بینا بانرجی، آلوک نات، مون مون سان ایفای نقش کرده‌اند.